# Fila da Terceira

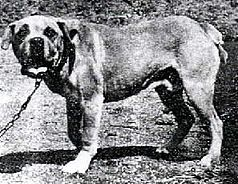
Terceira Mastiff

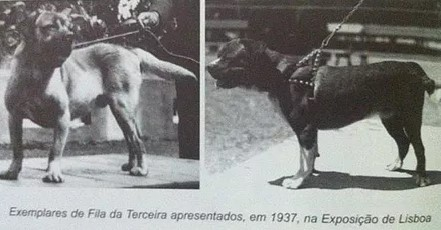
Fila de Terceira

Il mastino di terceira o Terceira Mastiff (in portoghese: Cão de Fila da Terceira) è un cane portoghese estinto, noto anche come il Rabo Torto (Rabo = coda, Torto = arricciata / ritorta).
Né la Fédération Cynologique Internationale né il Clube Português de Canicultura locale lo hanno ufficialmente riconosciuto. 
È un antenato sia del Cão Fila de São Miguel che del Fila Brasileiro. Questa razza è completamente diversa dal Barbado da Terceira.
Il Terceira Mastiff proviene dall'isola di Terceira, situata nelle Azzorre. Esso discende dall'incrocio di cani locali, vecchi mastini e bulldog spagnoli e inglesi, Dogue de Bordeaux e Bloodhound. Negli anni '70 era stato dichiarato estinto, anche se nelle Azzorre erano rimasti ancora alcuni individui.
Il Terceira Mastiff è un molossoide di medie dimensioni che rappresenta il tipo Fila o Dogo e assomiglia al Cão Fila de São Miguel. Una delle sue caratteristiche più notevoli è una coda naturalmente corta (brachiura), simile a un cavatappi.